# S/2004 S 3
S/2004 S 3 è (o era) un oggetto considerato un satellite naturale minore del pianeta Saturno. Venne scoperto il 21 giugno 2004 grazie ad immagini della sonda Cassini-Huygens; la sua scoperta venne annunciata il 9 settembre successivo.
L'oggetto, dal diametro presunto tra i 3 ed i 5 chilometri, fu avvistato sul bordo dell'Anello F, ma successivamente non fu più visto, nonostante un'accurata ispezione della sua orbita; ciò suggerisce che fosse un agglomerato provvisorio di materiale poi disgregatosi. Un'altra ipotesi è che questo oggetto ed un altro molto simile (S/2004 S 4) siano in realtà uno stesso corpo celeste che periodicamente incrocia l'Anello F.